# Wiedergeltinger Mühle
Wiedergeltinger Mühle ist ein Gemeindeteil der Gemeinde Wiedergeltingen im Landkreis Unterallgäu in Bayern.

## Lage

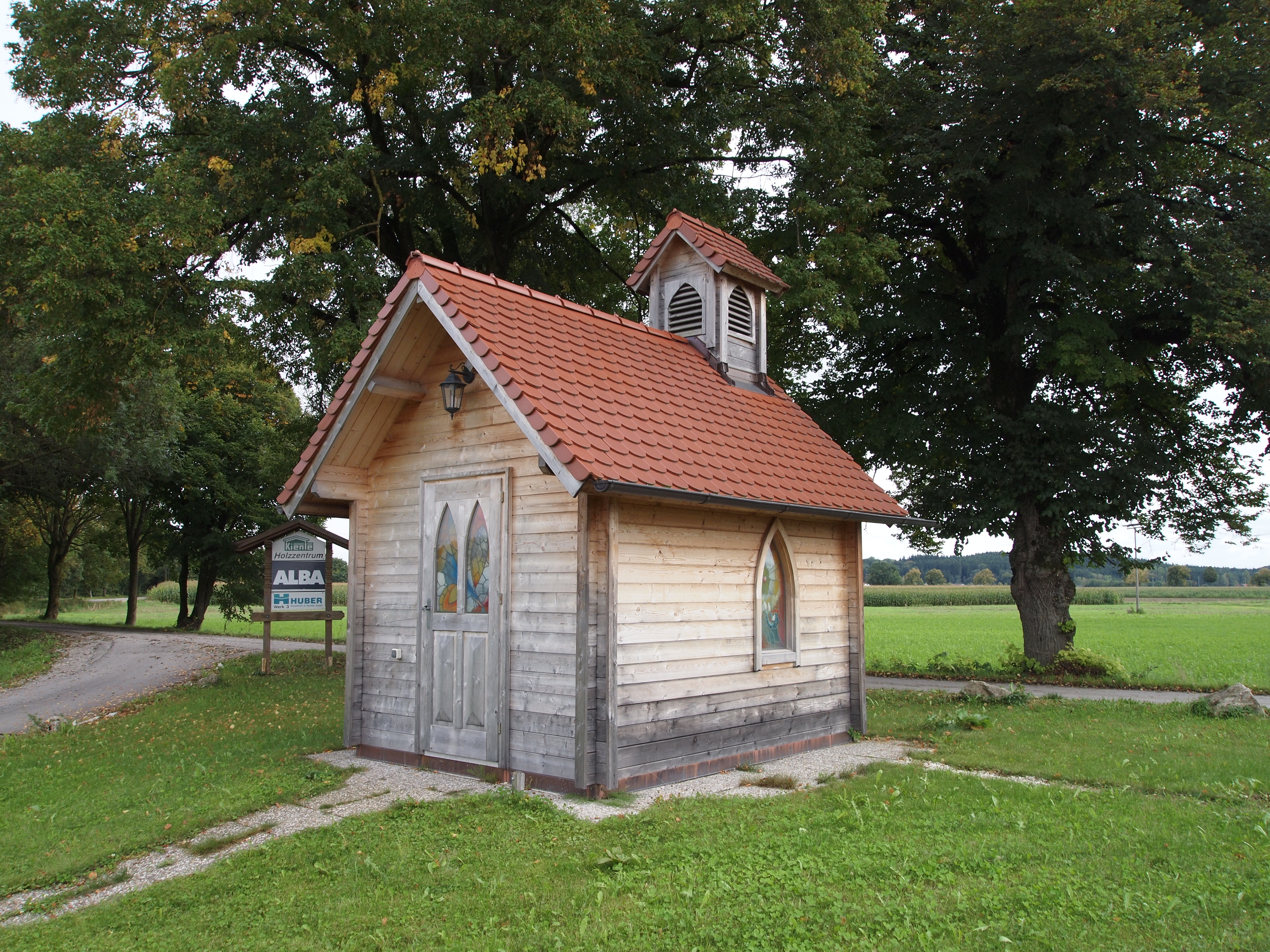
Herz-Jesu-Kapelle an der Zufahrt zur Mühle, gestiftet und errichtet von Josef Kienle

Die Wiedergeltinger Mühle liegt an einem Nebenarm der Wertach, dem Mühlbach, etwa einen Kilometer westlich von Wiedergeltingen. Zusätzlich zur namensgebenden Mühle befinden sich dort einige Betriebe und Lagerhallen. Bei der Wiedergeltinger Mühle mündet der von Osten kommende Angergraben in den Mühlbach, welcher das westliche Gemeindegebiet von Wiedergeltingen entwässert.
In unmittelbarer Nachbarschaft gegen Norden befindet sich ein Hubschrauber-Landeplatz.
Ursprünglich lag die Siedlung an der alten Reichsstraße, die von Richtung Landsberg kommend durch Wiedergeltingen führte und weiter über Mindelheim nach Memmingen verlief. In den 1920er Jahren wurde der Straßenverlauf der jetzt als Kreisstraße MN 10 geführten Route geändert und an der Wiedergeltinger Mühle vorbeigeführt.

## Geschichte
Die Mühle als zentraler Bestandteil des Gemeindeteils wird erstmals am 18. Januar 1279 erwähnt, als das Kloster Weingarten gegenüber dem Kloster Steingaden auf alle Rechte an Mühle, Wehr und Mühlbach verzichtet. Schon im 17. Jahrhundert ist eine Mahlmühle und Sägemühle bezeugt, im 20. Jahrhundert wurde die  Mühlentätigkeit aufgegeben und die Anlage zu einem Holzhandel umgewandelt. Außerdem siedelten sich noch andere Betriebe wie zum Beispiel ein Wertstoffhandel auf dem Gelände an.

### Liste der Müller/Betriebsleiter
- Thomas Haug
- um 1551 Ulrich Petz[3][4]
- 1626: Elia Zecher[5]
- 1650: Florian Spöttl[6][7]
- 1700: Dominikus Spöttel[2]
- 1741: Ignaz Schmidt[8]
- 1815: Joseph Kienle[9]
- um 1840: Franz Joseph Kienle
- 1865: Franz Kienle[10]
- um 1900: Joseph Kienle
- um 1930: Joseph Kienle
- 1975: Josef Kienle